# Arrels cristianes de Catalunya
Arrels cristianes de Catalunya és un document de la Conferència Episcopal Tarraconense, publicat el 1985, sobre la relació entre el catolicisme i la societat catalana. El text reconeixia els elements identificatius de Catalunya, explicava la presència de la fe cristiana durant la història de Catalunya i els bisbes es comprometien a seguir servint la societat catalana. L'any 2010, coincidint amb el 25è aniversari del document, els bisbes catalans n'actualitzaren el contingut amb el document Al servei del nostre poble tornant a reivindicar el seu compromís amb Catalunya.

## Autoria
El document va ser aprovat pels bisbes catalans, però difícilment hauria estat aprovat pels bisbes sense la feina del bisbe auxiliar de Barcelona, Joan Carrera i Planas, que també en va escriure l'esborrany. Un dels bisbes que signaren el document, Jaume Camprodón, va explicar que els bisbes es van reunir per a tractar la qüestió en dues ocasions i van fer "poques esmenes a l'esborrany. Per això al document es poden veure les qualitats de Carrera d'assagista i de prosista, que alguns relacionen amb l'estil dels articles que publicà durant 25 anys a la seva columna "Ara mateix" del setmanari Catalunya Cristiana. Hom relaciona aquest document amb la importància que el bisbe Joan Carrera donava a la cultura i la seva capacitat d'avançar-se al futur generant ponts de diàleg que es concretarien amb mitjans de comunicació com Ràdio Estel i Catalunya Cristiana.

## Context
Per entendre el contingut del document cal conèixer el context en què es va escriure. L'any 1985 es complien deu anys de la mort del dictador Francisco Franco i l'inici de la transició democràtica espanyola que es considera que va acabar el 1982, en produir-se l'alternança política i guanyar-les per majoria absoluta el PSOE. Per primera vegada després de molts anys tots els bisbes eren dorígen català, excepte el de Tortosa. Havien passat 20 anys del Concili del Vaticà II, però després de la dictadura tot just es començaven a interpretar alguns dels seus aspectes, com la doctrina política.
A més, durant aquells anys el papa polonès Joan Pau II va pronunciar alguns discursos que reivindicaven el dret dels pobles a decidir el seu futur. Davant el plenari de la Unesco, el juny de 1980, va dir que «l'home sempre viu segons una cultura que li és pròpia, però que, al seu torn, crea entre els homes un nexe que els és també propi, que determina el caràcter interhumà i social de l'existència humana», i pocs mesos després va insistir que «la cultura de cada nació s'expressa, entre altres coses i més que en cap altra, en la llengua. […] La llengua inclou els trets d'identitat particulars d'un poble i d'una nació. I, en un cert sentit, hi és latent el cor d'aquesta nació, perquè en la llengua, en la llengua pròpia, troba expressió allò de què viu l'ànima humana en la comunitat d'una família, de la nació, de la història». Són dos fragments que apareixerien anys després al document Arrels cristianes de Catalunya.
Políticament, a Catalunya es respirava un temor harmonitzador, després que les Corts espanyoles, amb un pacte del PSOE i la UCD, aprovessin la Llei Orgànica d'Harmonització del Procés Autonòmic el 30 de juny de 1982. La idea d'aquesta norma legal havia sorgit després del Cop d'estat del 23 de febrer del 1981 i preveia que la transferència de competències es realitzaria progressivament segons la capacitat de cada comunitat autònoma fins a arribar a equiparar a les unes i les altres. CiU i Partit Nacionalista Basc contestaren amb la presentació d'un recurs d'inconstitucionalitat i el 13 d'agost de 1983 el Tribunal Constitucional d'Espanya els donà la raó declarant anticonstitucionals 14 dels 38 articles de la Llei. Amb la part que es va salvar es va aprovar la Llei 12/1983, de Procés Autonòmic. A Catalunya es va considerar com un atac a l'autogovern i un gir a la dreta del govern espanyol, i provocà enfrontaments verbals entre els dirigents de CiU i els del PSC, que havien votat a favor de la llei. Això donà lloc a una gran manifestació convocada per la Crida a la Solidaritat el 13 de març de 1983 en què assistiren més de 300.000 persones.

## Contingut
La carta patoral dels bisbes de Catalunya, signada el "27 de desembre de 1985, festivitat de Sant Joan Evangelista", té 6.901 paraules i 10 capítols, i comença amb una introducció on fa un repàs de la història de Catalunya des de mil anys enrere fins a situar-se en el moment en què es va escriure el document, en què "la restauració de la seva autonomia política, duta a terme a partir de la Constitució espanyola de 1978 i feta realitat amb l'Estatut de 1979, configura una nova situació que els anys van consolidant. El reconeixement d'una cultura específica catalana expressada, especialment, en la llengua, s'uneix al reconeixement de la pròpia nacionalitat i al del dret a l'autogovern." El text explica que les paraules que s'hi recullen volen ser una "contribució al bé comú del país" abans de citar unes paraules de Joan Pau II del 2 de juny de 1980: «No serà certament exagerat d'afirmar en particular que, a través d'una multitud de fets, l'Europa entera —de l'Atlàntic a I’Ural— testimonia, en la història de cada nació així com en la de tota la comunitat el lligam entre la cultura i el cristianisme».

### Amor i servei a Catalunya
El primer capítol, titulat "Amor i servei a Catalunya", reivindica "l'amor a Catalunya, com a part i forma de l'amor al proïsme". Acaba afirmant que "cal observar que és pecat d'omissió negar-se a prestar al país el servei que hom està en condicions de fer. L'al·lèrgia a l'activitat política comporta deixar els interessos de la comunitat a d'altres, en exclusiva. I pel que fa a l'actuació política dels cristians, ni cal dir que ha de ser sempre exemplar. S'hi ha de fer ben visible aquell esperit de servei a què hem fet ja referència. I, fruit d'un tal esperit, una gran voluntat de convivència i de col·laboració amb tothom, també amb els no creients quan es tracta de posicions que estan d'acord amb l'ètica i el bé comú, i un esforç preferencial a favor dels desvalguts."

### El fet de la nacionalitat catalana
"El fet de la nacionalitat catalana" recorda unes paraules dels bisbes catalans del 20 de juliol de 1979, quan reivindicaren que "a la legislació que s'està gestant (...) quedin reconeguts plenament els drets del nostre poble a la seva identitat nacional, manifestada en la seva realitat cultural i històrica". Indiquen que "a diferència del que s'ha esdevingut en altres llocs, la cultura catalana en la historiografia, en la literatura, en el pensament, en la política i en amplis sectors populars ha mantingut viva la distinció entre Nació i Estat". També s'hi defensa el concepte de nació amb paraules d'Enric Prat de la Riba i el cardenal Torras i Bages, afirmant que "com a bisbes de l'Església a Catalunya, encarnada en aquest poble, donem fe de la realitat nacional de Catalunya, afaiçonada al llarg de mil anys d'història i també reclamem per a ella l'aplicació de la doctrina del magisteri eclesial: els drets i els valors culturals de les minories ètniques dins d'un Estat, dels pobles i de les nacions o nacionalitats han de ser respectats i, fins i tot, promoguts pels Estats, els quals de cap manera no poden, segons dret i justícia perseguir-los, destruir-los o assimilar-los a una altra cultura majoritària. L'existència de la nació catalana exigeix una adequada estructura jurídico-política que faci viable l'exercici dels drets esmentats."

### Una cultura
El capítol "Una cultura" defensa la pluralitat de cultures en el context mundial i indica que "la cultura catalana té, sobretot, la seva expressió i la principal senya d'identitat —bé que no l'única— en la llengua que li és pròpia i que comparteix amb altres comunitats germanes". Exposa que "la plena introducció del català en la litúrgia catòlica començada tan bon punt la Santa Seu autoritzà l'ús litúrgic de les llengües vernacles, en anys encara difícils per a la nostra llengua— ha estat un esdeveniment històric que, a més de l'avenç pastoral que suposa facilitar una participació més viva de les comunitats en les celebracions, comporta també un enfortiment de la llengua".

### Una època de canvi
El capítol "Una època de canvi" denuncia que en la societat hi ha "una avidesa creixent de posseir coses; una minva dels valors humans més espirituals i menys utilitaris; una primacia de la instrucció, en el sentit més estret del mot, en detriment d'una autèntica educació. Pel que fa al sentit cristià de la vida, el vell anticlericalisme, sorgit d'unes circumstàncies històriques determinades, sense desaparèixer del tot, deixa el lloc, més aviat, a una impregnació a-religiosa de la cultura, menys agressiva però més radical, que aspira a donar per superada, ridícula o interessada, tota possible obertura a la transcendència" També animen a la indústria cultural a considerar la "responsabilitat que els dona la forma que tenen a les mans. No confonguem allò que potser denúncia legítima de mancaments eclesials passats o presents, o una actitud de contestació davant determinades formes, o, fins i tot, un ressentiment més o menys justificats, amb el silenci sistemàtic o la interpretació sectària dels valors de fons que el cristianisme ha deixat i continua aportant a la nostra cultura. Demanem als estudiosos catalans —científics, literats, artistes— que restin oberts al diàleg constant i honrat entre fe i cultura."

### L'Església a Catalunya
El capítol "l'Església a Catalunya" fa un repàs de la història del cristianisme al país, passant pel bisbe Fructuós, l'Abat Oliba, les homilies d'Organyà, l'obra de la Mercè, el canonge Pau Clarís, Baldiri Reixach publica, Josep Pau Ballot, sant Antoni Maria Claret, Jacint Verdaguer, i Torras i Bages. En aquest context el document destaca especialment els valors "que aporta a la Renaixença una reflexió cristianes a partir dels pensadors més decisius de la nostra història en tot l'àmbit de la llengua catalana. I a cristians —seglars i clergues— tan actius en el procés de recuperació de la cultura del país com els Llimona i Gaudí, en el camp de l'art; Maragall, Ruyra, López Picó i Carles Riba en la literatura; Cardó, Manyà, d'Esplugues, Clascar i Ubach en el pensament i la teologia; a Vidal i Barraquer, Carreras, Carbonell, el pare Vallet i l'Obra d'Exercicis, Albert Bonet i la Federació de joves cristians, Batlle i l'escoltisme, Bofill i Matas i Carrasco i Formiguera en la política." El capítol conclou reivindicant "aquella ininterrompuda tradició de fidelitat a Catalunya que ens reconeixem i ens refermem."

### Pluralisme
El capítol "Pluralisme" exposa els valors positius del pluralisme religiós i reivindica la llibertat religiosa. "L'Església, d'acord amb els principis expressament proclamats pel Vaticà II, de llibertat religiosa, de sana laïcitat, i d'autonomia de les realitats temporals respecta la pluralitat d'opcions i no demana, per a si mateixa, com ha estat repetit a bastament en els últims anys, res més que llibertat per a l'acompliment de la seva missió evangelitzadora. Tampoc no demana del poder civil privilegis ni pretén la utilització de cap poder polític o la seva subordinació."

### Recordar les nostres arrels
A "Recordar les nostres arrels" s'indica que "les nostres arrels grecoromanes i cristianes, europees i mediterrànies són la saba que vivifica el nostre esperit col·lectiu". Recorda valors que considera catalans com el seny, la rauxa, la ironia, l'aptitud pel treball «com a eix de l'arrencada vital del país» que relaciona amb la família. "Voldríem, especialment, veure actualitzada i enfortida la tradició catalana de vida familiar sòlida, avui amenaçada des de tantes bandes. Estem convençuts que una aportació de fidelitat conjugal, d'harmonia entre els membres de les diferents generacions que formen una família, d'iniciació dels fills en les virtuts essencials, d'obertura i generositat en l'acolliment de la vida, a més del seu valor intrínsec, significaria una aportació positiva per al futur del nostre país, greument amenaçat per la baixa natalitat."

### Justícia social
El fragment anomenat "Justícia social" comença dient que "l'esforç, del nostre poble ha generat riquesa" i destaca la modernitat de Catalunya abans de lamentar "la distribució injusta de la riquesa, les condicions de vida deplorables d'amplis sectors de població. Ara que vivim unes hores de crisi i d'inestabilitat econòmica que té la seva expressió més dramàtica en la xifra de treballadors en atur, ja a la ratlla del 22% de la població activa, ens cal més que mai un esforç, de solidaritat." El text destaca el "catolicisme social" i fa una crida a treballar per "l'assoliment d'una societat justa, que elimini contrastos odiosos i permeti a tota la població de sentir-se ciutadans lliures d'aquest país, ha de ser un objectiu absolutament prioritari de la Catalunya d'avui. Un objectiu al que caldria que tothom —persones i institucions— aportessin els seus esforços mancomunats, des de les respectives opcions."

### Els qui han vingut de fora
Al capítol "Els qui han vingut de fora" es recorda "la llarga i fecunda tradició integradora" de Catalunya" i es destaca que "l'acció de l'Església en aquest camp, sobretot en els últims vint-i-cinc anys, ha estat més important que l'opinió pública no pensa. (...) Al voltant de les parròquies, única presència activa, durant anys, de la societat catalana a les zones de més immigració, han sorgit escoles, cooperatives d'habitatges, agrupacions culturals i fins sindicals, i s'ha establert la primera xarxa d'assistents socials de barri que hi ha hagut, gràcies a l'organització de Càritas. No ho esmentem pas per a gloriar-nos-en sinó com a testimoni del nostre reconeixement a tots els laics, sacerdots i religiosos que hi han contribuït, i per a mantenir viva aquesta línia d'obertura."

### Epíleg
El text acaba amb un "Epíleg", repetint "una pregària del bisbe Torras i Bages, patriarca espiritual de Catalunya, en la seva coneguda «Visita espiritual a la Mare de Déu de Montserrat», que desitjaríem que tots els catalans tinguessin als llavis i al cor: «Senyora de Montserrat, que teniu la vostra santa muntanya voltada d'oliveres, signe de pau, aconseguiu per als pobles de Catalunya una pau cristiana i perpètua»."

## Conseqüències
El document va suposar un punt d'inflexió en la clarificació dels bisbes catalans a marcar distàncies amb la Conferència Episcopal Espanyola. En aquest sentit, en diverses ocasions en va recordar el document en els anys posteriors. Fruit del seu valor els bisbes van publicar 25 anys després, el 2010, Al servei del nostre poble, un document per a reafirmar el "compromís" dels bisbes catalans amb Catalunya, més conegut per a referir-se al document Arrels cristianes de Catalunya que pel seu contingut original.